# Molot Perm
Molot Perm, ryska: Молот Пермь, är en ishockeyklubb från Perm, Perm kraj i Ryssland grundad 1949. Åren 1959–1963 spelade man i Sovjetiska mästerskapsserien, med en femteplats som bästa resultat. Från och med säsongen 1963/64 spelade man i andraligan fram till 1992 då man fick plats i Internationella hockeyligan och därefter i Ryska superligan. Från och med säsongen 2006/2007 spelade man återigen permanent i andraligan och när Vyssjaja chokkejnaja liga bildades 2010 fick man en plats där. Bästa resultatet i VHL är en andraplats i seriespelet och avancemang till seminfinal i slutspelet 2013/2014. Det ryska ordet molot betyder hammare och det tidigare tillägget Prikamje syftar på regionen som laget kommer från.